# 阿倫克爾 (葡萄牙)
39°3′N 9°1′W / 39.050°N 9.017°W
阿倫克爾（葡萄牙語：Alenquer），是葡萄牙的城鎮，位於該國中南部，由里斯本區負責管轄，始建於1212年，面積304.22平方公里，2011年人口43,267，人口密度每平方公里142.22人。